# Illusions perdues (2021)
Illusions perdues (bra: Ilusões Perdidas) é um filme dirigido por Xavier Giannoli. Teve sua estreia mundial no 78º Festival de Veneza em 5 de setembro de 2021. Foi lançado na França em 20 de outubro de 2021, pela Gaumont. No Brasil, foi lançado nos cinemas pela California Filmes em 9 de junho de 2022, antes desse lançamento comercial, foi apresentado no Festival Varilux de Cinema Francês 2021.

## Sinopse
Lucien (Benjamin Voisin) um jovem poeta desconhecido que deixa a gráfica da família em sua província natal para tentar ganhar a vida em Paris.

## Elenco
- Benjamin Voisin - Lucien de Rubempré
- Xavier Dolan - Raoul Nathan
- Vincent Lacoste
- Cécile de France
- Gérard Depardieu
- Jeanne Balibar
- André Marcon
- Jean-François Stévenin
- Louis-Do de Lencquesaing

## Produção
Em setembro de 2019, foi anunciado que Benjamin Voisin, Xavier Dolan, Vincent Lacoste, Cécile de France, Gérard Depardieu, Jeanne Balibar, André Marcon, Jean-François Stévenin e Louis-Do de Lencquesaing haviam se juntado ao elenco do filme, com Xavier Giannoli na direção do roteiro dele e de Jacques Fieschi, baseado no romance Illusions perdues de Honoré de Balzac. As gravações começaram em julho de 2019.

## Recepção
Na França, o filme tem uma nota média da imprensa de 4/5 no AlloCiné calculada com base em 38 reasenhas da imprensa. No agregador de críticas Rotten Tomatoes, que categoriza as opiniões apenas como positivas ou negativas, o filme tem um índice de aprovação de 78% calculado com base em 9 comentários dos críticos. Por comparação, com as mesmas opiniões sendo calculadas usando uma média aritmética ponderada, a nota é 7.50/10.
Em sua crítica para a Variety, Peter Debruge disse que "o diretor Xavier Giannoli realiza um dos feitos mais complicados da literatura francesa - adaptar Balzac - encontrando ressonâncias misteriosas com nosso tempo." No The Hollywood Reporter, Lovia Gyarkye disse que "com suas performances estelares, trilha dramática orquestral e rico figurino e cenografia, Illusions Perdues é uma narrativa valiosa e abrangente de amor, luxúria e ambição literária."